# モネリトルム
モネリトルム Monelytrum Hackel はイネ科の属の1つ。単一の種のみで知られる。シラミシバ属に似たもので、毛に覆われた小穂に長い芒がある。

## 特徴
本属には唯一の種、M. luederitzanum のみが知られているので、その種に即して記す。
多年生の草本で、時に1年目から開花するが、その場合もそのまま成長を続ける。匍匐茎をよく伸ばし、密な群落を形成し、更にその外部にもよく匍匐茎を伸ばす。匍匐茎は円柱形か、あるいは多少とも腹背方向に扁平になっており、無毛で滑らか、節毎に芽を出す。立ち上がる茎は直立するか膝曲がりしつつ立ち、2～4節からなり、花序を含んでの高さは80cmに達する。多くの場合、基部からよく分枝し、その部分には葉鞘が多く残る。節の間の茎の部分は円柱形で無毛、多少ながら縦筋が入っており、節の部分は円柱形でやや膨らんでおり、はっきりと露出している。葉鞘には竜骨があり、腹背方向に平らになっており、縦筋があり、毛はなく、縁沿いには多少ながら刺毛の列がある。葉舌は膜状でその背後に顕著な長い刺毛の列がある。葉身は長さに著しい変異があり、槍の穂先状から線形まで、先端に向けて次第に狭まり、最大で長さ50cm、幅8mmにまでなる。竜骨があり、縦筋があり、時にそれはとても強く出る。下面は無毛で、表面はややざらつく。縁沿いの部分は肥厚しており、目立った基部が膨らんだ剛毛がある。色は緑か、より普通には粉白色をしている。
円錐花序は穂状で幅が狭く、円柱形をしていて長さ25cmに達するが、普通はもっと短い。上に伸び出す場合もあるが、一番上の葉に包まれている。花序の軸は基部では円柱形で、先の方では角張って溝があり、ざらつき、そこに短くて宿在性の横枝が出る。小穂の集まりは鱗状に重なり合い、脱落性でその纏まり全体で脱落する。これには結実する小穂が2～4個、それに1～2個の不稔性の小穂、あるいは剛毛があり、多少とも主軸に押しつけられたようになっている。小花柄は長い刺毛が多く、そのために部分的には小穂が覆い隠される。1対の包頴ははっきりと異なった形を取り、第1包頴は軸側にあり、長さは0.5～1.5mmで広楕円形から卵形出先端は尖っているか鈍く尖っており、無色で脈はなく、縁と裏側から長い毛が伸びる。第2包頴は先端が尖って伸び、次第に細くなって剛毛状の芒へと続いており、芒を含んでの長さは15mm、明瞭な5本の脈と、時としてそれらに比べてやや不明瞭な2本の脈があり、合わせて7本の脈がある。その背面は脈沿いに強くざらつき、脈間には刺毛が並ぶ。芒はざらつきがあり、時にやや反り返る。護頴は長さが4.5～6mmで、先端は尖って突き出し、やや膜質で1脈、あるいは弱いものを含めて3脈があり、背面には長い刺毛があり、側面にもやや刺毛があり、主脈はざらつきがあって先端から突き出して長さ0.5～1.75mmの芒になる。内頴は長さ3.5～5mm、楕円形で無色、2本の脈があり、不明瞭ながら2本の竜骨がある。背面はざらつくか弱いが長い刺毛があり、側面にもそれがあって先端も僅かに刺毛がある。鱗皮は2個、長さ0.3mm。雄蘂は3本、長さ2.0～3.5mmで線形で黄色をしている。雌しべでは子房は亜球形で花柱は明瞭。痩果は長さ2.0～2.5mm、細い円柱状をしており、両端に向かって狭まり、多少ながら腹背方向に扁平で、明るい褐色。

## 分布と生育環境
アフリカ南東部に分布する。
自然界での生育状況では土質の選択性が明瞭で、塩分を含む石灰質の土壌を好む。そのためにこの種は塩湖の周辺でよく見かけられる。

## 分類など
本属は上記の単一種のみを含む。もう1種、1年生のものが A. annuum Goossens として記載されているが、これは同一種と考えられている。
Schweickerdt(1946) は本種の形態や解剖学的知見を元に、本属をシラミシバ属 Targus に最も近い、と判断した。両者に共通する特徴としては匍匐茎のある草本であること、葉身の縁が肥厚し、はっきりした刺毛があること、花序が円錐花序で、しかし横枝が短くて円柱状の姿を取ること、横枝に複数の小穂があり、その基部側のもののみが稔性を持ち、先端側に不稔の小穂がつくこと、それら複数の小穂を含む横枝がまとまって脱落すること、小穂には1小花のみを含むこと、第1包頴は小さく、第2包頴がよく発達し、5～7脈を持つこと等が挙げられる。他方で本属では第1包頴の背面に鉤状突起を持たず、またその先端がよく発達した芒となることは本属とこの属を区別する特徴と考えられる。分子系統による解析でも本属はシラミシバ属ともっとも近縁である、との結果が出ている。